# Hospital infantil Shriners (Houston)
El Hospital infantil Shriners de Houston, fundado en 1966, fue un hospital ortopédico pediátrico sin fines de lucro con 40 camas e instituto de investigación y enseñanza ubicado en el Centro Médico de Texas en Houston, Texas, Estados Unidos. Su origen fue el «hospital infantil Arabia Temple para inválidos», inaugurado en 1952. Era uno de los 22 hospitales pertenecientes a la red de Hospitales infantiles Shriners. Los profesores trabajaban en estrecha colaboración con la Escuela de Medicina de Baylor, el Scott White Hospital, el Sistema Universitario de Texas y el University of Texas Health Science Center at Houston. El hospital estaba certificado por la Comisión Conjunta de Acreditación de Organizaciones de Atención Médica. En 1996 se mudó al edificio que sería su última ubicación. Cerró en 2021.

## Huracán Ike
Antes del huracán Ike en 2008, el programa fisura palatina se realizaba en el hospital hermano de la institución, el hospital infantil Shriners de quemados en la cercana Galveston. La tormenta cerró brevemente el hospital de Galveston, y en el ínterin se trataron a pacientes con quemaduras y labio leporino en la sala de ortopedia de Houston. Cuando el hospital de Galveston reabrió en 2009, se tomó la decisión de mantener el programa de labio leporino en Houston.

## Cierre
En enero de 2020 se anunció que el hospital infantil Shriners de Houston cerraba sus instalaciones y transfería el personal y los programas al hospital infantil Shriners de quemados, en Galveston. Se esperaba que la fusión se completara para el cuarto trimestre de 2020 con el cierre del hospital de Houston a principios de 2021. Después de la fusión, el hospital infantil Shriners de quemados pasó a llamarse Hospital infantil Shriners (Texas), para aplicar los programas y servicios ampliados.